# Língua mescalero-chiricahua
Mescalero - Chiricahua (também conhecida como Mescalero - Chiricahua Apache) é uma Sul-atabascana falada pelas tribos Mescalero e Chiricahua em Oklahoma e Novo México. É  relacionada com a língua navajo e  Apache ocidental . Mescalero-Chiricahua foi descrita em grande detalhe pelo lingüista antropológico Harry Hoijer (1904-1976), especialmente em Hoijer & Opler (1938) e Hoijer (1946). Hoijer & Opler de Chiricahua Mescalero Apache e Textos, incluindo um esboço gramatical e histórias religiosas e seculares tradicionais , foi convertido em um "livro" on-line disponível a partir da Universidade da Virgínia .
Virginia Klinekole, a primeira presidente mulher da tribo de Mescalero Apache, era conhecida por seus esforços para preservar a língua
.

## Escrita
O Mescalero-Chiricahua utiliza uma forma própria do alfabeto latino sem as letras C isolado, 'F, P, Q, R, U, V, W, X; São 37 símbolos entre letras isoladas, grupos de duas consoantes, letras com diacríticos

## Fonologia

### Consoantes
São 31 as consoantes do Mescalero-Chiricahua:
|           |                | Bilabial | Alveolar | Alveolar | Post-alveolar | Palatal | Velar | Glotal |
| central   | lateral        | Bilabial |          |          | Post-alveolar | Palatal | Velar | Glotal |
| Oclusiva  | Não aspirada   | p        | t        |          |               |         | k     |        |
| Oclusiva  | Aspirada       |          | tʰ       |          |               |         | kʰ    |        |
| Oclusiva  | Ejetiva        |          | tʼ       |          |               |         | kʼ    | ʔ      |
| Africada  | Não aspirada   |          | ts       | tɮ       | tʃ            |         |       |        |
| Africada  | Aspirada       |          | tsʰ      | tɬʰ      | tʃʰ           |         |       |        |
| Africada  | Ejetiva        |          | tsʼ      | tɬʼ      | tʃʼ           |         |       |        |
| Nasal     | simples        | m        | n        |          |               |         |       |        |
| Nasal     | pré-nasalizada | (mᵇ)     | nᵈ       |          |               |         |       |        |
| Fricativa | surda          |          | s        | ɬ        | ʃ             |         | x     | h      |
| Fricativa | sonora         |          | z        | ɮ        | ʒ             | ʝ       | ɣ     |        |

### Vogais
São 16 as vogais do Mescalero-Chiricahua:
|         |       | Anterior | Anterior | Central | Central | Posterior | Posterior |
| ------- | ----- | -------- | -------- | ------- | ------- | --------- | --------- |
| curta   | longa | curta    | longa    | curta   | longa   |           |           |
| Fechada | oral  | i        | iː       |         |         |           |           |
| Fechada | nasal | ĩ        | ĩː       |         |         |           |           |
| Medial  | oral  | ɛ        | ɛː       |         |         | o         | oː        |
| Medial  | nasal | ɛ̃        | ɛ̃ː       |         |         | õ         | õː        |
| Aberta  | oral  |          |          | a       | aː      |           |           |
| Aberta  | nasal |          |          | ã       | ãː      |           |           |

Mescalero-Chiricahua apresenta vogais orais, nasais, curta e longas.

## Amostra de texto
Íłtséshíͅ Bik'ehgo'iindáń gólíͅná'a.
Dájík'eh bédaagojísiͅ.
`Ákoo Isdzánádleeshé `iłdóͅ gólíͅná'a.
Bik'éshíͅgo Tóbájiishchinéń gooslíͅná'a.
Naaghéé'neesgháné `iłdóͅ gooslíͅná'a.
Português
No início o Criador existia.
Todo mundo sabe sobre ele.
Mulheres pintadas de branco também existiam.
Depois, da água nasceu a Criança
O matador de inimigos também nasceu.